# Nogometni Klub Podgrmeč Sanski Most
Il Nogometni Klub Podgrmeč Sanski Most, noto semplicemente come Podgrmeč, è una società calcistica bosniaca con sede nella città di Sanski Most.

## Palmarès

### Competizioni nazionali
- Druga Liga Federacije Bosne i Hercegovine: 1

2011-2012